# A Star is Born (2018)
A Star is Born ist ein Musikfilm von Bradley Cooper, der am 31. August 2018 im Rahmen der Filmfestspiele von Venedig seine Weltpremiere feierte und am 3. Oktober 2018 in die deutschen Kinos kam. Die dritte Neuverfilmung von Ein Stern geht auf von 1937 ist das Regiedebüt des Schauspielers, der im Film auch die Rolle eines Musikers übernommen hat. In der weiblichen Hauptrolle spielt Lady Gaga eine junge Musikerin, die über Nacht zum Star wird.
Bei der Oscarverleihung 2019 war A Star is Born in acht Kategorien nominiert, unter anderem als bester Film, Lady Gaga als beste Hauptdarstellerin und Bradley Cooper als bester Hauptdarsteller. In der Oscar-Kategorie Bester Song erhielt der Song Shallow die Auszeichnung.

## Handlung
Der Sänger und Gitarrist Jackson Maine ist ein Star der Musikszene, doch Einsamkeit und Alkoholismus nagen an ihm. Sein Tinnitus und das nachlassende Gehör machen ihm zu schaffen, und damit ist auch seine Karriere gefährdet. Im Anschluss an ein Konzert lernt er in einer zufällig angesteuerten Bar die junge Ally Campana kennen, deren großes musikalisches Talent ihn sofort fasziniert. Sie hat nicht nur eine grandiose Stimme, sondern schreibt auch selbst Songs. Allerdings leidet sie unter ihrer vermeintlich zu großen Nase und hält sich für nicht schön genug, um selbst auf der Bühne zu stehen.
So steht sie Jacksons Komplimenten und aufrichtigen Bemühungen während der ersten unter anderem nachts auf einem Supermarktparkplatz zusammen verbrachten Stunden ungläubig gegenüber und nimmt seine Einladung, ihn zu seinem nächsten Konzert zu begleiten, zunächst nicht an. Ärger im ungeliebten Job lässt sie dann doch in den Wagen steigen, den Jack ihr geschickt hat; sie wird extra zum Auftritt eingeflogen und wagt den Schritt ins Rampenlicht, als Jack sie für eine von ihm arrangierte Duett-Version ihres Songs Shallow auf die Bühne holt. Sie wird, auch wegen des im Internet tausendfach angeklickten Mitschnitts, über Nacht zum Star.
Zwischen Ally und Jack entwickelt sich eine leidenschaftliche Liebesbeziehung. Während Allys Karriere schnell Fahrt aufnimmt und seine in den Schatten stellt, wachsen gleichzeitig die Auseinandersetzungen des Paares – über seine Sucht und die Entwicklung Allys zu einem dem Zeitgeist entsprechend inszenierten Star mit bombastischem Bühnenspektakel und einem Manager, der Jackson als geschäftsschädigend ansieht.
Ally und Jackson heiraten, er unterzieht sich einer Behandlung in einer Suchtklinik und wird als nicht mehr alkoholkrank entlassen. Als Allys Manager Jackson damit konfrontiert, er werde zwangsläufig wieder in seine Alkoholsucht zurückfallen, weswegen er sich von Ally fernhalten solle, um ihre Karriere nicht zu gefährden, begeht Jackson in seiner Garage Suizid. Am Ende des Films singt Ally bei seiner Gedenkfeier ein von Jackson für sie geschriebenes Liebeslied.

## Produktion

### Stab und Filmstoff

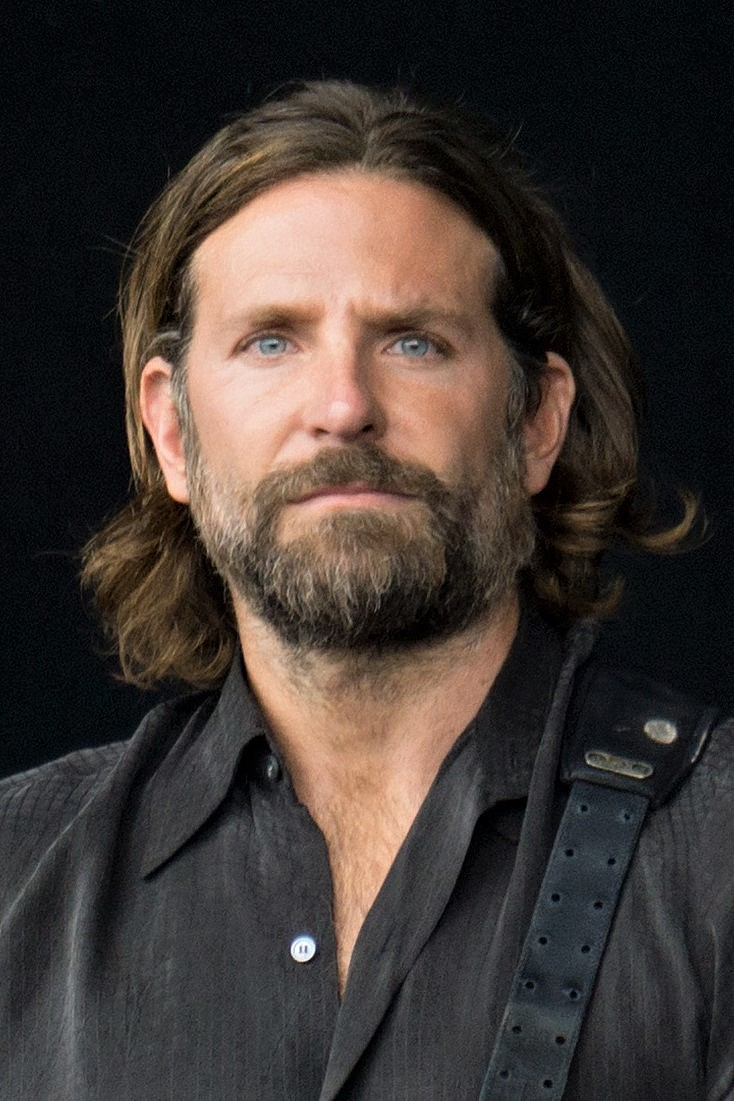
Bradley Cooper

Es handelt sich bei dem Film um das Regiedebüt des Schauspielers Bradley Cooper, der im Film auch die Rolle von Jackson Maine übernahm. Im Originalfilm aus dem Jahr 1937 lautete der Name dieser Figur noch Norman Maine.
Es handelt sich um eine Neuverfilmung des Films Ein Stern geht auf aus dem Jahr 1937, bei dem Dorothy Parker, Alan Campbell und Robert Carson das Drehbuch geschrieben hatten. Dieser Filmstoff war von dem Schicksal einiger in die Bedeutungslosigkeit gefallener Stummfilmstars sowie der turbulenten Ehe zwischen Barbara Stanwyck und dem Entertainer Frank Fay inspiriert. Für die erneute Adaption zeichneten neben Cooper noch Will Fetters, Eric Roth, Irene Mecchi, Stephen J. Rivele und Christopher Wilkinson verantwortlich. Die letzte Drehbuchfassung stammt von Cooper, Fetters und Roth. Während in dem Film von 1937 die Protagonisten eine aufstrebende Schauspielerin und ein alkoholkranker Filmstar sind, dessen Karriere vorbei ist, formten die bisherigen Adaptionen die beiden Hauptfiguren mehr und mehr in Sänger um, so auch in Coopers Film. Im ersten Remake aus dem Jahr 1954 mit dem deutschen Titel Ein neuer Stern am Himmel mit Judy Garland und James Mason in den Hauptrollen und auch in A Star Is Born aus dem Jahr 1976 mit Barbra Streisand und Kris Kristofferson als Hauptdarsteller waren diese Figuren bereits zu Musikern gemacht worden.
Laura Eberle von Moviepilot erklärt, William A. Wellman, der Regisseur des Originalfilms, habe damals den Archetyp einer romantischen Liebesgeschichte geschaffen, der die tragischen Facetten der Traumfabrik Hollywood zeigt, wenn der berühmte, aber absteigende Schauspieler Norman Maine der unscheinbaren Esther Victoria Blodgett zu ihrer ersten großen Rolle verhilft und es auch abseits der Kamera zwischen den beiden funkt. Der Erfolg der bisherigen Filme habe gezeigt, dass der Stoff anscheinend immer und immer wieder aufgefrischt werden kann, ohne dass die Geschichte ihre Daseinsberechtigung verliert, so Eberle weiter: „Egal, ob in der Filmindustrie oder in der Musikbranche, diese archetypische Story bleibt zeitlos und ergibt vor dem Hintergrund eines sich jeweils wandelnden kulturellen Kontextes immer wieder Sinn.“

### Dreharbeiten und Besetzung

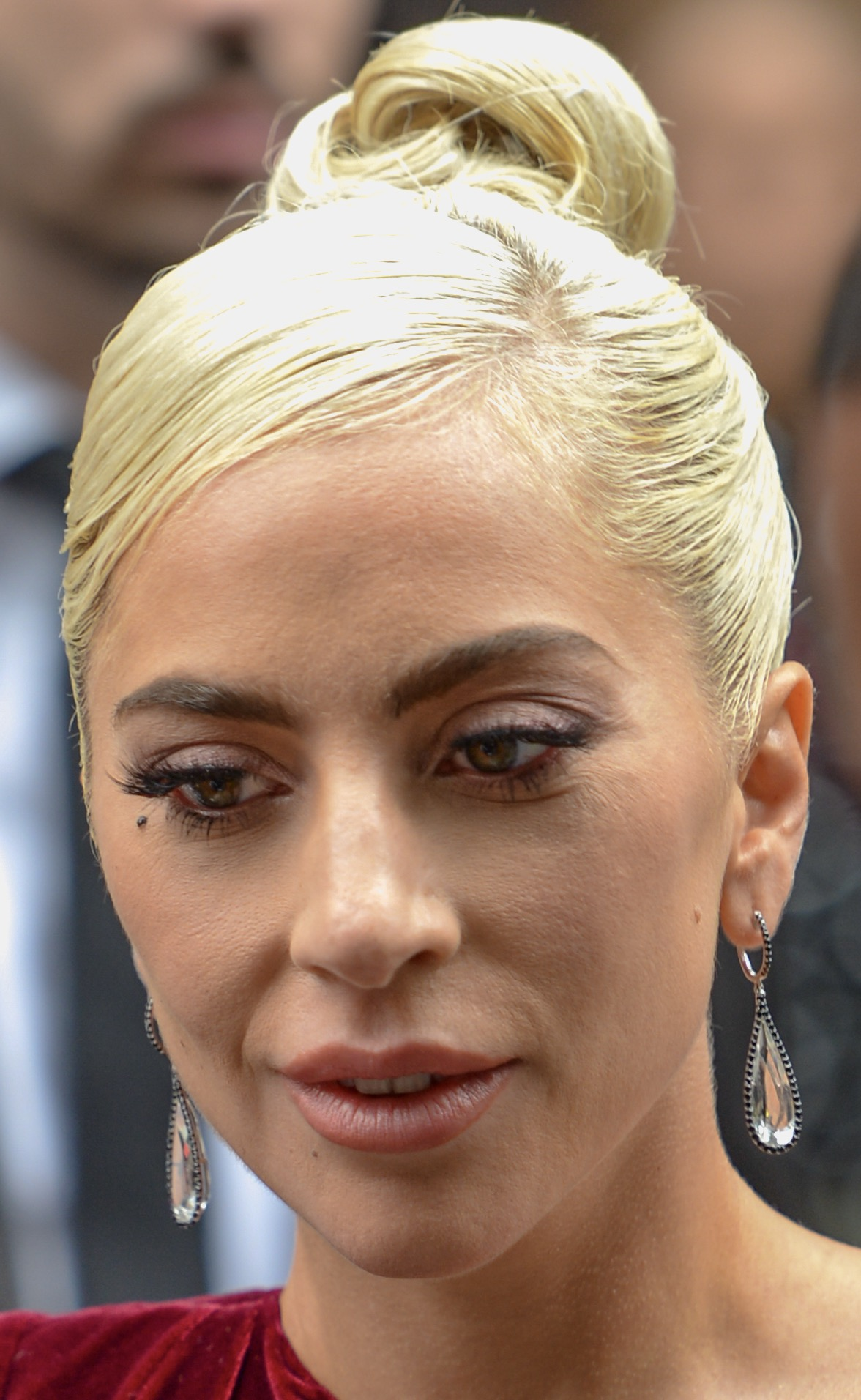
Lady Gaga bei der Premiere beim Toronto International Film Festival

„Ich habe mich selbst so offen gezeigt wie noch nie. Ich habe mich komplett fallen lassen, und das war das Beängstigendste, was ich jemals getan habe.“

Die Dreharbeiten wurden im April 2017 begonnen. Erste Aufnahmen entstanden in Indio, wo Cooper und Lady Gaga, die im Film die zweite Hauptrolle übernahm, beim dortigen Musikfestival gemeinsam auftraten. Im Rahmen des Festivals erfolgte im April 2017 auch ein Castingaufruf. Cooper erklärte, dass Lady Gaga, nachdem er sie für den Film gewinnen konnte, darauf bestanden hatte, dass die Songs live aufgenommen werden und dass die Aufführungen an echten Veranstaltungsorten stattfanden. Abgesehen von Coachella und dem Coachella Valley entstanden für den Film weitere Aufnahmen von Liveauftritten beim Stagecoach, in Glastonbury und in The Forum. Lady Gaga sagte über ihre erste Hauptrolle in einem Film, sie habe sich selbst so offen gezeigt wie noch nie und habe sich komplett fallen lassen: „Ich gab mein ganzes Herz und meine Seele für die Rolle. […] Ich habe kein Make-Up getragen und meine Haare in meiner Naturhaarfarbe gefärbt. Es gab sowohl mental als auch körperlich kein Verstecken.“
Sam Elliott spielt im Film Jacksons älteren Halbbruder Bobby. Weitere beteiligte Schauspieler sind Dave Chappelle, Andrew Dice Clay, Anthony Ramos und Willam Belli und Shangela Laquifa Wadley, die durch RuPaul’s Drag Race bekannt geworden sind. Während der Dreharbeiten griff Cooper auf seinen eigenen Hund zurück, einen Labrador-Mischling namens Charlie. Die Tierrechtsorganisation PETA zeichnete Cooper dafür mit dem Compassion in Film Award aus, weil er darauf verzichtet hatte, einen trainierten Hund einzusetzen.
Um die Zeit des Drehbeginns herum wurden erste Bilder aus dem Film vorgestellt. Als Kameramann fungierte Matthew Libatique, der für seine Arbeit am Film Black Swan mit einer Oscarnominierung bedacht worden war.

### Filmmusik und Veröffentlichung
Bradley Cooper singt in A Star is Born selbst, hat für den Film neue Songs komponiert und arbeitete hierfür mit Lady Gaga, Mark Ronson und einer Reihe weiterer Musiker zusammen. Andere Songs stammen von Jason Isbell und Lukas Nelson. Laura Eberle von Moviepilot meint, Lady Gaga distanziere sich in A Star Is Born musikalisch von ihren Anfängen als Künstlerin vor ziemlich genau zehn Jahren und knüpfe stilistisch eher an ihr 2016 erschienenes Album Joanne an. Der Soundtrack zum Film, der 34 Songs umfasst, wurde am 5. Oktober 2018 von Interscope Records veröffentlicht. Im September 2018 wurde Shallow, der Titelsong des Films, in einer Duett-Version von Lady Gaga und Bradley Cooper, gleichzeitig mit einem Musikvideo, das Szenen aus dem Film zeigt, veröffentlicht. Der zum Film gehörende Song Shallow wurde von Warner Bros. für die Oscarverleihung eingereicht und schließlich als bester Filmsong ausgezeichnet. Im Januar 2019 erklärte Lady Gaga, ihre nächsten Singles seien von A Star is Born inspiriert und die Texte bereits geschrieben.
Im Rahmen der CinemaCon im April 2018 wurde ein erster Trailer vorgestellt. In einem Anfang Juni 2018 veröffentlichten Trailer sind sowohl Bradley Cooper wie schließlich auch Lady Gaga beim Singen zu sehen.
Der Film wurde am 31. August 2018 im Rahmen der Filmfestspiele von Venedig erstmals gezeigt und lief dort außer Konkurrenz. Im September 2018 wurde er beim Toronto International Film Festival und auf der Filmkunstmesse Leipzig gezeigt. Im Herbst 2018 erfolgte eine Vorstellung beim Zurich Film Festival. Ein Kinostart in Deutschland erfolgte am 3. Oktober 2018. Zwei Tage später kam der Film in die US-Kinos, nachdem dort ursprünglich ein Start im Mai 2018 vorgesehen war. Am 25. Oktober 2018 eröffnete der Film das Tokyo International Film Festival.

## Rezeption

### Altersfreigabe und Kritiken
In den USA erhielt der Film von der MPAA ein R-Rating, was einer Freigabe ab 17 Jahren entspricht und bei jüngeren Kindern und Jugendlichen die Begleitung durch Erziehungsberechtigte voraussetzt. In Deutschland wurde er von der FSK ab 12 Jahren freigegeben. In der Freigabebegründung heißt es: „Der Film hat eine positive Grundstimmung und ist stark von den Musikeinlagen geprägt. Im Mittelpunkt steht dabei eine von Respekt und Zuneigung geprägte Beziehung. Zuschauer ab 12 Jahren haben keine Probleme, der Geschichte zu folgen und die geschilderten Konflikte angemessen zu verarbeiten. Der Drogenkonsum wird in keiner Weise verherrlicht, sodass sich eine negative Vorbildwirkung ausschließen lässt.“
Der Regisseur Sean Penn, der den Film bereits vorab sehen durfte, bezeichnete A Star is Born als einen der besten Filme, den er seit Jahren gesehen habe.
Der Film stieß bislang auf die Zustimmung von 90 Prozent der Kritiker bei Rotten Tomatoes und erreichte hierbei eine durchschnittliche Bewertung von 8 der möglichen 10 Punkte. Zudem ging der Film aus den 20th Annual Golden Tomato Awards in der Kategorie Best-Reviewed Musicals/Music Movies 2018 als Sieger hervor, ebenso in der Kategorie Bestes Regiedebüt.
Barbara Schweizerhof von epd Film meint, Bradley Cooper erweise sich als erstaunlich begabter, sogar charismatischer Sänger, und die Konzertszenen seien mit viel Gespür für Atmosphäre gefilmt, wobei sie eine verblüffende Authentizität besäßen: „Man glaubt, das große Publikum, obwohl unsichtbar hinter dem Scheinwerferlicht, direkt zu spüren.“ Und Lady Gaga könne schauspielern, und auch wenn ihr der Film nicht allzu subtile Töne abverlange, überzeuge sie doch als uneitle Begabung mit dem Herzen auf dem richtigen Fleck, so Schweizerhof.
Rabea Weihser von Zeit Online schreibt, wie es sich für einen guten Musikfilm gehöre, entwickele A Star is Born mit Shallow einen Schlüsselsong, der sowohl szenenimmanent als auch unabhängig von der Handlung anschlussfähig sei: „Tell me something girl, are you happy in this modern world?“, fragt er sie. „Tell me something boy, aren’t you tired tryin’ to fill that void?“, fragt sie ihn, und vereine so die ganze Story in einem Stück, so Weihser. Lady Gaga stelle in dem Song die Wucht und den Umfang ihrer Stimme aus: „Das dürfte ein Hit werden.“ Weiter bemerkt Weihser, der letzte große Musikfilm, der einen so ikonischen Song hervorgebracht habe, hieß Bodyguard.
Von der Deutschen Film- und Medienbewertung wurde A Star is Born mit dem Prädikat Besonders wertvoll versehen. In der Begründung heißt es: „Stilistisch pendelt der Film zwischen dreckigen, rauen Konzertszenen zu Beginn und dann wieder langsameren und zärtlicheren Einstellungen, liebevollen Beobachtungen von Beziehungen und Abhängigkeiten. Und dann auch immer wieder Szenen, die fast dokumentarisch die Licht- und Schattenseiten des Musikbusiness beleuchten. Dass Lady Gaga innerhalb des realen Musikbusiness als extrem eigenständige Vertreterin immer wieder ihre Stimme gegen Missstände erhebt, gibt dem Film eine weitere zusätzliche Ebene, eine Doppelbödigkeit, die den Reiz der Story aber niemals unterläuft. […] Mit A Star is Born gelingt Bradley Cooper das Kunststück, ein Märchen mit einer großen Tragödie, einen Musik- mit einem Beziehungsdrama, einen ungeschönt realistischen Blick mit der ganzen Kraft einer fiktionalen Geschichte zusammen zu bringen und daraus einen Film zu formen, der mitreißt und begeistert, der emotional berührt und dennoch zum Nachdenken anregt.“

### Vergleich mit den Vorgängerremakes
Dietmar Dath von der Frankfurter Allgemeinen Zeitung bemerkt im Vergleich mit dem ersten Remake aus dem Jahr 1954 mit dem deutschen Titel Ein neuer Stern am Himmel mit Judy Garland und James Mason in den Hauptrollen und auch der Neuauflage A Star Is Born aus dem Jahr 1976 mit Barbra Streisand und Kris Kristofferson als Hauptdarsteller, die Unterschiede zwischen den drei Männern folgendermaßen: „Alle drei verkörpern Trinker auf dem absteigenden Ast, aber während man bei Mason das Gefühl hat, er werde von etwas Bösem durch den Film getrieben, das nur unterschwellig auch noch etwas Trauriges ist, verhält sich’s bei Cooper genau umgekehrt, wohingegen Kristofferson weder dämonisch noch gequält wirkt, sondern nur müde“. Die Chemie zwischen Lady Gaga und Cooper stimme, und es sei glaubhaft, dass hier zwei erwachsene Menschen überhaupt zum ersten Mal lieben, so Dath.

### Verwendung in anderen Kunstformen
Anfang Oktober 2018 bewarb das Musikerduo Twenty One Pilots das Album Trench mit einem Plakat, das in Schriftgestaltung und Bildaufbau dem Design des Covers des Soundtrack-Albums zum Film entsprach und Joshua William Dun und Tyler Joseph in einer an dieses Motiv angelehnten Pose zeigt.

### Einspielergebnis
Die weltweiten Einnahmen aus Kinovorführungen beliefen sich auf rund 436,2 Millionen US-Dollar. In Deutschland verzeichnet der Film ca. 1,2 Millionen Besucher.

### Auszeichnungen (Auswahl)
Vom American Film Institute wurde A Star is Born in die Top 10 der Filme des Jahres 2018 aufgenommen. Im Folgenden eine Auswahl weiterer Auszeichnungen und Nominierungen.
Art Directors Guild Awards 2019
- Nominierung in der Kategorie Contemporary Film (Karen Murphy)[50]

British Academy Film Awards 2019
- Nominierung als Bester Film
- Nominierung für die Beste Regie (Bradley Cooper)
- Nominierung als Bester Hauptdarsteller (Bradley Cooper)
- Nominierung als Beste Hauptdarstellerin (Lady Gaga)
- Nominierung für das Beste adaptierte Drehbuch (Bradley Cooper, Will Fetters und Eric Roth)
- Auszeichnung für die Beste Filmmusik (Bradley Cooper, Lady Gaga und Lukas Nelson)
- Nominierung für den Besten Ton (Steven A. Morrow, Alan Robert Murray, Jason Ruder, Tom Ozanich und Dean A. Zupancic)

Critics’ Choice Movie Awards 2019
- Nominierung als Bester Film
- Nominierung für die Beste Regie (Bradley Cooper)
- Nominierung für das Beste adaptierte Drehbuch (Bradley Cooper, Will Fetters und Eric Roth)
- Nominierung für die Beste Kamera (Matthew Libatique)
- Nominierung als Bester Hauptdarsteller (Bradley Cooper)
- Auszeichnung als Beste Hauptdarstellerin (Lady Gaga)
- Nominierung als Bester Nebendarsteller (Sam Elliott)
- Nominierung für den Besten Schnitt (Jay Cassidy)
- Auszeichnung als Bester Song (Shallow)[51]

Directors Guild of America Awards 2019
- Nominierung für die Beste Regie (Bradley Cooper)

Eddie Awards 2019
- Nominierung in der Kategorie Bester Filmschnitt – Drama (Jay Cassidy)[52]

Festival Internacional de Cine de San Sebastián 2018
- Nominierung für den Publikumspreis
- Auszeichnung mit dem Smithers Foundation Award[53][54]

Golden Globe Awards 2019
- Nominierung als Bester Film
- Nominierung für die Beste Regie (Bradley Cooper)
- Nominierung als Bester Hauptdarsteller (Bradley Cooper)
- Nominierung als Beste Hauptdarstellerin (Lady Gaga)
- Auszeichnung als Bester Filmsong (Shallow)[55]

Golden Trailer Awards 2019
- Auszeichnung für den Besten Trailer eines Filmdramas
- Auszeichnung für den Besten Trailer einer Romance
- Auszeichnung für den Besten TV-Spot eines Filmdramas
- Auszeichnung für den Besten TV-Spot eines Musikfilms
- Auszeichnung für den Besten Radio-Spot
- Nominierung für den Besten Trailer eines Musikfilms
- Nominierung für den Don-LaFontaine-Award für das beste Voiceover
- Nominierung für den Besten Home-Entertainment-Trailer eines Filmdramas
- Nominierung für den Besten TV-Spot einer Romance
- Nominierung für das Beste Filmposter eines Filmdramas

Grammy Awards 2019
- Nominierung als Record of the Year (Shallow, Lady Gaga und Bradley Cooper)
- Auszeichnung als Best Pop Duo/Group Performance (Shallow, Lady Gaga und Bradley Cooper)
- Auszeichnung als Best Song Written For Visual Media (Shallow, Lady Gaga und Bradley Cooper)
- Nominierung als Song of the Year (Shallow, Lady Gaga)

Grammy Awards 2020
- Nominierung als Song of the Year (Always Remember Us This Way, Lady Gaga)
- Auszeichnung als Best Song Written For Visual Media (I’ll Never Love Again)
- Auszeichnung als Best Compilation Soundtrack for Visual Media (Lady Gaga & Bradley Cooper)

MTV Movie & TV Awards 2019
- Auszeichnung für die Beste schauspielerische Leistung (Lady Gaga)
- Auszeichnung für den Besten musikalischen Moment (Shallow)

National Board of Review Awards 2018
- Aufnahme in die Top Ten Filme
- Auszeichnung für die Beste Regie (Bradley Cooper)
- Auszeichnung als Beste Hauptdarstellerin (Lady Gaga)
- Auszeichnung als Bester Nebendarsteller (Sam Elliott)[56]

Oscarverleihung 2019
- Nominierung als Bester Film
- Nominierung als Bester Hauptdarsteller (Bradley Cooper)
- Nominierung als Beste Hauptdarstellerin (Lady Gaga)
- Nominierung als Bester Nebendarsteller (Sam Elliott)
- Nominierung für das Beste adaptierte Drehbuch (Eric Roth, Bradley Cooper und Will Fetters)
- Nominierung für die Beste Kamera (Matthew Libatique)
- Auszeichnung für den Besten Song (Shallow – Musik und Text: Lady Gaga, Mark Ronson, Anthony Rossomando und Andrew Wyatt)
- Nominierung für den Besten Ton (Tom Ozanich, Dean A. Zupancic, Jason Ruder und Steven A. Morrow)

Palm Springs International Film Festival 2019
- Auszeichnung als Regisseur des Jahres (Bradley Cooper)
- Aufnahme in die Directors to Watch (Bradley Cooper)

Producers Guild of America Awards 2019
- Nominierung als Bester Film (Bradley Cooper, Bill Gerber und Lynette Howell Taylor)[57]

Satellite Awards 2018
- Auszeichnung als Bester Film – Filmkomödie oder Musical
- Nominierung für die Beste Regie (Bradley Cooper)
- Nominierung für das Beste adaptierte Drehbuch (Bradley Cooper, Will Fetters und Eric Roth)
- Auszeichnung für die Beste Kamera (Matthew Libatique)
- Nominierung für den Besten Filmschnitt (Jay Cassidy)
- Nominierung für den Besten Tonschnitt
- Nominierung für die Besten Kostüme (Erin Benach)
- Nominierung als Bester Filmschauspieler (Bradley Cooper)
- Nominierung als Beste Filmschauspielerin (Lady Gaga)
- Auszeichnung als Bester Song (Shallow)[58]

Screen Actors Guild Awards 2019
- Nominierung als Bester Hauptdarsteller (Bradley Cooper)
- Nominierung als Beste Hauptdarstellerin (Lady Gaga)
- Nominierung als Bester Nebendarsteller (Sam Elliott)
- Nominierung als Bestes Schauspielensemble[59]

Teen Choice Awards 2019
- Nominierung als Choice Drama Movie Actor (Bradley Cooper)
- Nominierung als Choice Drama Movie Actress (Lady Gaga)
- Nominierung als Choice Ship (Bradley Cooper & Lady Gaga)[60]

Toronto International Film Festival 2018
- Nominierung für den People’s Choice Award (Bradley Cooper)

World Soundtrack Awards 2019
- Auszeichnung für den Besten für einen Film geschriebenen Originalsong (Shallow, Lady Gaga, Andrew Wyatt, Anthony Rossomando, Mark Ronson & Bradley Cooper)[61]

Writers Guild of America Awards 2019
- Nominierung für das Beste adaptierte Drehbuch (Eric Roth, Bradley Cooper und Will Fetters)[62]

## Synchronisation
Die deutsche Synchronisation entstand nach der Dialogregie von Katrin Fröhlich und einem Dialogdrehbuch von Alexander Löwe im Auftrag der RC Production Kunze & Wunder GmbH & Co. KG, Berlin.
| Darsteller       | Synchronsprecher | Rolle         |
| ---------------- | ---------------- | ------------- |
| Lady Gaga        | Carolina Vera    | Ally          |
| Bradley Cooper   | Tobias Kluckert  | Jackson Maine |
| Sam Elliott      | Jan Spitzer      | Bobby         |
| Dave Chappelle   | Florian Halm     | Noodles       |
| Andrew Dice Clay | Jörg Hengstler   | Lorenzo       |
| Josh Wells       | Dennis Sandmann  | Sookie        |